# Danaus genutia
Danaus genutia (Cramer, 1779) è un lepidottero diurno appartenente alla famiglia Nymphalidae, diffuso in Asia e Oceania.